# Nom de marque lexicalisé
Pour les articles homonymes, voir Nom générique.
 (janvier 2019).

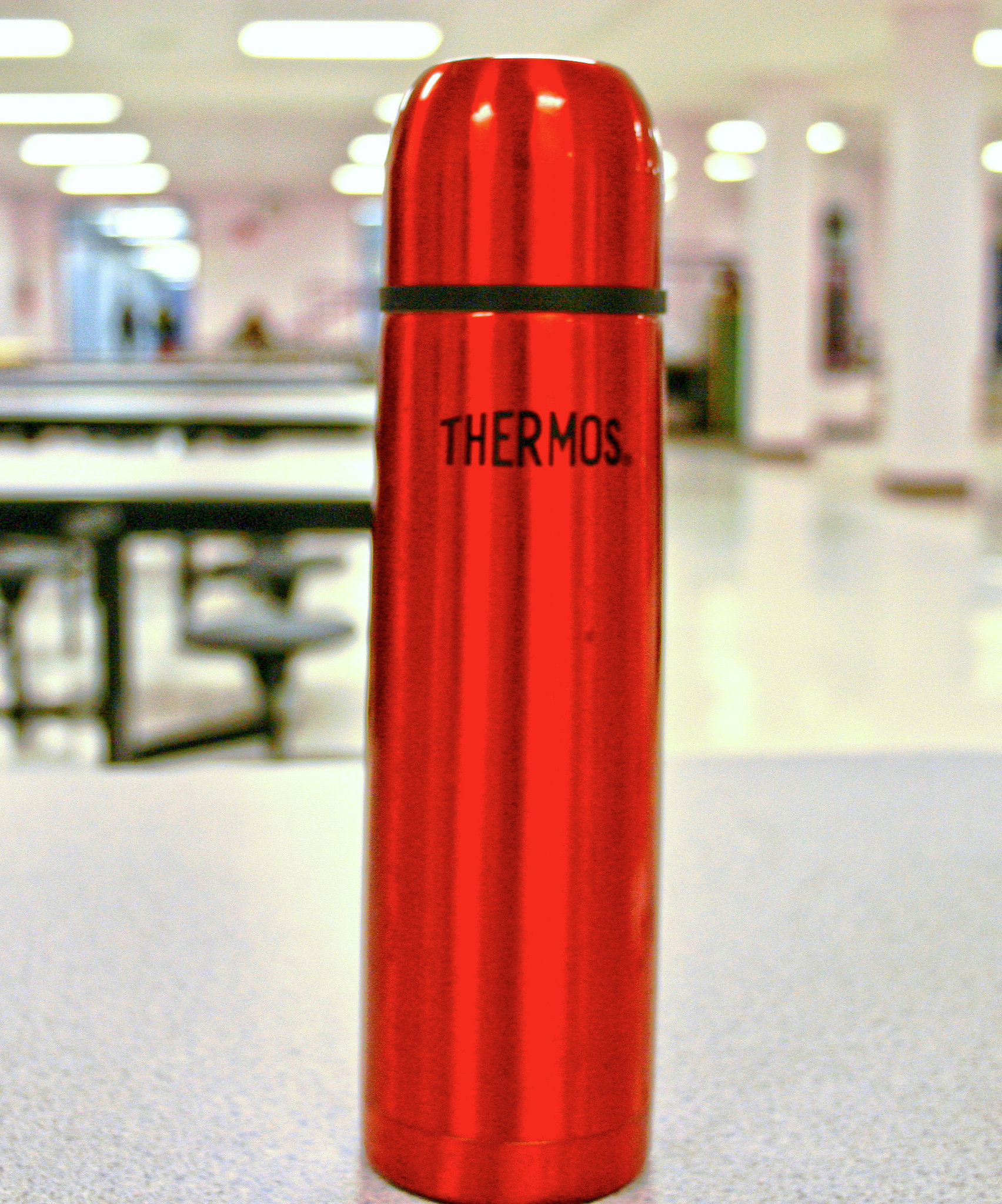
Exemple de marque lexicalisée : un « thermos » de la marque Thermos.

Un nom de marque lexicalisé ou nom de marque générique est une marque déposée qui, dans l'usage courant voire familier, est souvent utilisée pour désigner un type donné de produit ou de service.
Lorsqu'une marque — qui est un nom propre — devient un nom commun ou remplace le nom commun préexistant, cette marque est devenue générique. Il s'agit d'un cas particulier d'antonomase du nom propre. Escalator ou Botox en sont des exemples classiques tout comme Thermos, Bic, Scotch, Frigidaire, Rubalise ou Mobylette.
Cette lexicalisation est perceptible lorsqu'on en vient à considérer la marque comme un nom commun : le mot peut alors généralement s'écrire avec une minuscule initiale, s'accorder en nombre et genre, voire faire son entrée dans les dictionnaires.

## Conséquences juridiques
En France, selon l’article L714-6 du Code de la propriété intellectuelle, le titulaire d’une marque encourt la déchéance de ses droits sur cette marque devenue de son fait la dénomination usuelle dans le commerce des produits et services couverts par cette marque. C'est la raison pour laquelle certains propriétaires de marques s’opposent à leur utilisation générique. Il est toutefois nécessaire que l'entreprise titulaire de la marque se soit abstenue pendant une longue période pour pouvoir être déchue dans ses droits. D'autre part, le fait qu'une marque soit lexicalisée ne prive pas systématiquement son propriétaire de ses droits. Aux États-Unis, où le Lanham Act de 1946 et le Trademark Revision Act de 1988 étaient fort peu protecteurs du fait de leur centrage sur la lutte contre les monopoles abusifs, est apparue en 2003 la doctrine de « genericide », et des actions juridiques visant à mettre en avant la violation des droits de propriété. Alors qu'initialement le simple fait qu'une marque soit assimilée dans l'esprit du public à un nom générique pouvait valoir déchéance des droits, cette doctrine a mis en place des stratégies pour lutter « contre tous les usages abusifs du nom de marque par des individus pas nécessairement mal intentionnés ». L'un des axes de cette stratégie est l'éducation du public, comme a pu le pratiquer Rank Xerox avec des campagnes publicitaires de prévention, proclamant par exemple en 2003  « Quand vous dites ‘xerox’ comme vous diriez ‘aspirine’, ça nous donne la migraine ».
Une autre stratégie, adoptée par Nestlé dont la marque Nescafé figure comme nom commun synonyme de café lyophilisé de très nombreux, si ce n'est tous les dictionnaires, consiste en une diversification de la gamme, accompagnée de marqueurs tels que sa musique distinctive, couplée à des actions de protection juridique exercées avec une grande vigilance.

## Causes
Un nom de marque devient typiquement générique lorsque les produits ou les services avec lesquels il est associé dominent le marché ou l'esprit des consommateurs. Une marque peut toutefois devenir générique sans détenir une part de marché significative, à travers des mécanismes comme le marketing viral ou parce que son nom est plus simple que le nom générique correspondant (exemples : « Kleenex » pour « mouchoir en papier » ou « Klaxon » pour « avertisseur sonore »).
La lexicalisation de la marque peut aussi résulter d'une volonté de l'entreprise et de ses équipes de marketing d'asseoir son hégémonie en renforçant la notoriété de la marque, jusqu'à ce qu'elle devienne synonyme du produit, notamment quand il s'agit d'un nouveau marché.

## Linguistique

### Usage
Il n'y a pas de faute à l'usage de ces noms, s'ils sont connus et compris des interlocuteurs ; ce choix n'est régi que par l'usage commun de la langue. Le propriétaire de la marque peut s'opposer à cet usage mais la jurisprudence est très précise sur ce sujet. Ainsi une personne qui avait acheté le 28 avril 1986 la marque Pédalo a poursuivi à de multiples reprises des plagistes qui utilisaient ce terme. Plusieurs arrêts ont été rendus dans les années 1990 à ce sujet, d'abord en première instance, puis par plusieurs cours d'appel. Les débats ont été clos de la façon suivante :

« Il n'est pas contesté que le nom « pédalo » qui désigne une embarcation reposant sur des flotteurs, mue par de petites roues à aubes actionnées par les pieds, est un nom déposé. Pour autant, il est difficile de ne pas reconnaître que le terme « pédalo » est entré dans le langage courant sans protestation de la part de M. X, et ce de différentes manières et en particulier, par l'intermédiaire des textes qui réglementent la fabrication et l'utilisation des engins nautiques à pédales. Il en résulte que la marque qui n'avait qu'une valeur limitée lors de son acquisition, a perdu toute valeur du fait de la vulgarisation progressive et l'emploi courant du terme « pédalo » aussi bien par les professionnels, fabricants et loueurs que par l'ensemble des utilisateurs des engins. »

— Cour d'appel de Grenoble, 1re chambre civile, 13 mai 2008, à la suite d'un jugement du TGI de Gap du 15 décembre 2005
Un tel emploi correspond à la figure de style de la synecdoque en rhétorique.

### Nom commun ou nom propre?
Plusieurs codes typographiques, les dictionnaires Larousse, l'encyclopédie Universalis écrivent ces mots avec une majuscule initiale, et considèrent ces mots comme invariables en nombre, à l'instar de noms propres. 
Cependant, certains noms finissent par passer dans la langue commune et finissent par s’écrire sans majuscule, comme c'est le cas dans les dictionnaires Le Robert ou TLFi.
Il est fréquent de voir ces noms accompagnés d'un caractère signalant qu'il s'agit d'une marque (par exemple : Caddie® ou Botox®). Il s'agit d'une convention anglo-saxonne (® pour registered, ™ pour trade mark). En droit français, il n'existe pas de symbole particulier pour identifier une marque, elle dispose de la même protection juridique qu'elle ait ou non un symbole identificateur.
Toutefois, de nombreux noms de marques sont la privatisation par une entreprise d'un nom commun préexistant (exemple du « Caddie » de supermarché, considéré désormais comme la propriété d'une marque, alors que ce mot est bien postérieur au « caddie » de golf dont il est dérivé). En droit des marques, un nom commun peut être enregistré – et donc monopolisé – à titre de marque s’il est arbitraire (par opposition à descriptif) pour le(s) produit(s) ou service(s) concerné(s) ; ainsi, le terme « orange » ne peut être protégé à titre de marque pour du jus d’orange mais il est parfaitement admissible – et donc enregistrable à titre de marque – pour des services de téléphonie. En l’espèce, le critère pour déterminer si un terme est ou non enregistrable à titre de marque est le rapport ou l’absence de rapport entre le terme et l’activité pour laquelle on veut enregistrer ledit terme à titre de marque.
Enfin, il peut arriver que le nom déposé utilisé soit si complètement assimilé dans la langue courante et son origine oubliée que même sa forme est modifiée par l'usage, par exemple Durit qui est devenu une durite, forme acceptée par les dictionnaires.